# Thomas Howard (14e comte de Suffolk)
Thomas Howard, 14e comte de Suffolk, 7e comte de Berkshire (11 juin 1721 - 23 février 1783)  est un pair britannique.

## Biographie
Fils cadet de Henry Howard (11e comte de Suffolk), il fait ses études au St John's College d'Oxford et obtient sa maîtrise en 1741. Admis au barreau de l'Inner Temple en 1744, il succède à son frère aîné William Howard (vicomte Andover), comme député de Castle Rising en 1747. Il représente Castle Rising jusqu'en 1768, année de son retour à Malmesbury. Il y reste jusqu'en 1774, lorsqu'il est élu pour Mitchell. Il quitte la Chambre des communes en 1779, lorsqu'il succède à son petit-neveu Henry comme Comte de Suffolk. Il devient membre du conseil du Inner temple en 1779.
Il épouse Elizabeth Kingscote (née le 7 mars 1721/22, décédée le 22 juin 1769) le 13 août 1747 à l'église de Temple, à Londres, dont il a une fille:
- Diana Howard (23 juillet 1748 - 20 juin 1816), mariée à Michael le Fleming (4e baronnet)

Le comte a également une fille naturelle, Margaret Southwell, qui le 27 mars 1794, épouse à Calcutta George Robinson (1er baronnet) (en), avec lequel elle a sept fils et une fille.
À sa mort en 1783, il est remplacé par un cousin éloigné, John Howard (15e comte de Suffolk).